# Haag in Oberbayern
Haag in Oberbayern (eller: Haag i.OB) er en købstad (markt) i Landkreis Mühldorf am Inn i den østlige del af regierungsbezirk Oberbayern i den tyske delstat Bayern.

## Geografi
Haag in Oberbayern ligger i region Sydøstoberbayern i Bayerisches Alpenvorland og har takket være sin høje beliggenhed en stor udsigt til bjergkæden de Bayerske Alper, der fylder den sydlige horisont. Haag ligger 50 km øst for München, 15 km syd for Dorfen, 21 km vest for Waldkraiburg, 14 km nord for Wasserburg og 32 km fra landkreisens hovedby Mühldorf. Der er 48 km til Landshut og 38 km til Rosenheim. Den nærmeste banegård ligger 8 km væk i nabobyen Soyen ved banelinjen Rosenheim-Mühldorf.

### Nabokommuner
- Rechtmehring
- Maitenbeth
- Isen
- Sankt Wolfgang
- Kirchdorf
- Reichertsheim
- Gars

### Inddeling
Ud over Haag in Oberbayern, ligger i kommunen landsbyerne:
- Joppenpoint
- Rosenberg
- Winden
- Oberndorf
- Altdorf